# Priscilla Coolidge
Priscilla June Coolidge (* 20. April 1941 in Lafayette, Tennessee; † 3. Oktober 2014 in Thousand Oaks, Kalifornien) war eine US-amerikanische Pop-Musikerin. 

## Leben
Priscilla Coolidges war Schwester der Sängerin Rita Coolidge. Sie war von 1969 bis 1979 verheiratet mit dem afroamerikanischen Musiker Booker T. Jones verheiratet. Als Duo nahmen sie drei Alben auf, von denen zwei die amerikanischen Alben-Charts erreichten: Booker T. & Priscilla (1971, Platz 106) und Home Grown (1972, Platz 190).
Gemeinsam mit ihrer Tochter Laura Satterfield und ihrer Schwester Rita gründete Coolidge das Trio Walela, das drei Alben veröffentlichte und bei der Eröffnungsfeier der Olympischen Winterspiele 2002 in Salt Lake City auftrat.
Coolidge war mit dem Feuerwehrmann Paul Satterfield verheiratet. Ihr gemeinsamer Sohn Paul Satterfield wurde Schauspieler, die Tochter Laura wurde Sängerin. Nach ihrer Ehe mit Booker T. Jones war Coolidge von 1981 bis 1984 mit dem Nachrichtensprecher Ed Bradley verheiratet.
Coolidge wurde 2014 von ihrem Ehemann Michael Seibert erschossen. Dieser beging im Anschluss Selbstmord.

## Diskografie

### Alben
- 1970: Gypsy Queen (Sussex, später A&M)
- 1971: Booker T. & Priscilla (A&M, mit Booker T. Jones)
- 1972: Home Grown (A&M, mit Booker T. Jones)
- 1973: Chronicles (A&M, mit Booker T. Jones)
- 1979: Flying (Capricorn, als Priscilla Coolidge-Jones)